# Ігор Долгачев
Ігор Долгачев (нар. 22 листопада 1983) — німецький актор.

## Біографія
Народившись у Новограді-Волинському, Українська РСР, він почав грати в театральних виставах, навчаючись у школі в Магдебурзі, Німеччина. Невдовзі його знімали у таких фільмах і телевізійних шоу, як Wolffs Revier, Für alle Fälle Stefanie, Alphateam, Neues vom Bülowbogen, Beautiful Bitch.
У 2007 році він отримав одну з найвідоміших своїх ролей — Деніза Озтюрка у серіалі Alles was zählt («Усе, що має значення»). Його персонаж — молодий турецький чоловік, який з пристрастю і впевненістю приймає свою сексуальну ідентичність. Образ Деніза здобув широку популярність: у 2008 та 2010 роках Долгачева було визнано «Найсексуальнішою зіркою мильних опер» у Німеччині. У лютому 2008 року він разом із колегою Деннісом Грабошем отримав премію журналу Blu за найкращий національний телевізійний формат — за переконливе і щире втілення екранних стосунків між їхніми персонажами в серіалі Alles was zählt.
Коли Долгачев не зайнятий у серіалі, де його персонаж ДеРо відомий своєю яскравою екранною хімією, він присвячує себе театру. Актор є членом творчого колективу Mund — театральної трупи, що переживає оновлення у Франкфурті. Нещодавно він взяв участь у постановці Der keusche Lebemann («Цнотливий гульвіса»).